# Ougenweide
Ougenweide es una banda alemana de folk rock y rock progresivo. Se les considera pioneros del folk-rock medieval. El nombre procede del alto alemán medieval Ougenweide (en alemán actual, Augenweide: "delicia para los ojos").

## Miembros
Minne Graw (voz, harmonio, flauta, piano), Olaf Casalich (voz, percusión), Stefen Wulff (bajo, acordeón, teclados, guitarras), Wolgang von Henko (mandolina, guitarras y voz), Jürgen Isenbarth (marimba, xilófono, vibráfono, glockenspiel, percusión, voz) y Frank Wulff (flautas, bombarda, bouzouki, mandolina, sitar, guitarras, harmonio).

## Trayectoria

### Comienzos
Ougenweide nació en la primavera de 1970 en Hamburgo como un grupo de folk rock. La banda toma su nombre de una canción de Neidhart von Reuental, la primera composición conjunta de Ougenweide. Desde sus inicios, el grupo se fijó como meta musicar viejos poemas y canciones, eludiendo las composiciones tradicionales de siglos posteriores (Volkslieder), que habían sido manipuladas por el nazismo. Sin embargo, nunca se restringieron por completo a lo medieval. En la banda se percibe la influencia de la escena musical de Hamburgo en los años 60, así como la de grupos británicos de la época, como Pentangle, Fairport Convention, Incredible String Band y Jethro Tull.

### Años de éxito
El segundo álbum de Ougenweide, All die weil ich mag (1974), utilizó textos de los Encantamientos de Merseburg. Su versión de los Merseburger Zaubersprüche fue utilizada más tarde por muchas bandas, entre ellas el grupo de folk metal In Extremo. Aunque muchos oyentes creen que la música que acompaña estos textos es de origen medieval, en realidad fue compuesta por Ougenweide. También utilizaron textos o fragmentos de Walther von der Vogelweide, Heinrich von Mügeln y Johann Wolfgang Goethe.
En 1975 Ougenweide compartieron escenario con Fairport Convention, Steeleye Span, Planxty, Amazing Blondel, Alan Stivell y Konstantin Wecker. Además, colaboraron con Peter Rühmkorf en una película sobre la vida de Walther von der Vogelweide.

## Discografía

### Álbumes de estudio
- Ougenweide, 1973
- All die weil ich mag, 1974
- Ohrenschmaus, 1976
- Eulenspiegel, 1976
- Frÿheit, 1978
- Ousflug, 1979
- Ja-Markt, 1980
- Noch aber ist April, 1981
- Sol, 1996
- Herzsprung, 2010

### Álbumes en directo
- Ungezwungen, 1977, 2007
- Wol mich der Stunde, 2004
- Ouwe war, 2005

### Recopilaciones
- Liederbuch Ougenweide, 1979, 1988
- Lieder aus 9 Jahrhunderten, 1983
- Ougenweide / All die weil ich mag, 2006
- Ohrenschmaus / Eulenspiegel, 2006
- Walther von der Vogelweide - Saget mir ieman: waz ist Minne?, 2007
- Frÿheit / Ousflug, 2007
- Ja-Markt / Noch aber ist April, 2007